# 唐池恒二
唐池 恒二（からいけ こうじ、1953年〈昭和28年〉4月2日 - ）は、日本の経営者。九州旅客鉄道取締役相談役、九州観光機構会長、事業構想大学院大学特別招聘教授。九州旅客鉄道代表取締役会長等を歴任。

## 人物
本籍は大阪府である。大阪府立三国丘高等学校、京都大学法学部卒業。高校・大学では柔道部に所属 し、本人曰く「大学時代は柔道ばっかりしてまして4年の夏も大会があって就職活動してなかった」といい、1977年（昭和52年）4月の日本国有鉄道入社も「柔道部の先輩につられて」と述懐している。九州旅客鉄道社長の青柳俊彦、東海旅客鉄道会長の柘植康英とは同期に当たる。東京北鉄道管理局に配属。国鉄バス棚倉営業所長などを務め、労組交渉に長く携わった。
1983年（昭和58年）の大分鉄道管理局配属後は九州勤務となり、門司鉄道管理局などを経て、1987年（昭和62年）の国鉄分割民営化時にJR九州に入社。特急「ゆふいんの森」やSL快速「あそBOY」等のリゾート列車、博多 - 釜山間の高速船「ビートル」の企画を手がけた。
1993年（平成5年）には外食事業部次長を命じられ、8億もの赤字を重ね収益確保に苦しむ外食事業の立て直しを手がけて、3年で黒字化を果たし同部門の子会社化（JR九州フードサービス）に先鞭をつける。一旦経営管理部に異動するが、2000年（平成12年）には再び経営が悪化しつつあったJR九州フードサービスの社長に再就任、同社が展開する炭焼創菜料理店「うまや」の東京進出などといった経営改善策を実行し、当時3年間連続で赤字を計上していた同社の黒字化に貢献した。
その後JR九州に戻り、2009年（平成21年）6月から2014年（平成26年）6月までJR九州代表取締役社長を務め、豪華列車「ななつ星 in 九州」の立ち上げに寄与した。同月27日付で代表権のある取締役会長に就任。
2021年（令和3年）6月、九州観光推進機構の会長に就任。後に、「推進」の文字を削り、九州観光機構と組織名称を変更している。

## 略歴
- 1953年（昭和28年）4月2日 大阪府に生まれる[2]
- 1977年（昭和52年）
  - 3月 - 京都大学法学部卒[2]。
  - 4月 - 日本国有鉄道入社[2]。東京北鉄道管理局営業部総務課
- 1978年（昭和53年）冬 同社隅田川駅コンテナ貨物担当助役
- 1982年（昭和57年）3月 同社国鉄バス棚倉営業所長
- 1983年（昭和58年）3月 同社大分鉄道管理局人事課長
- 1986年（昭和61年）2月 同社九州総局門司鉄道管理局人事課長
- 1987年（昭和62年）
  - 4月 九州旅客鉄道株式会社総務部勤労課副課長[2]
  - 10月 丸井出向[11]
- 1988年（昭和63年）3月 九州旅客鉄道鉄道事業本部営業本部販売課副課長[2]
- 1989年（平成元年）
  - 3月 - 同社船舶事業部企画課長
  - 10月 - 同社船舶事業部営業課長[2]
- 1992年（平成4年）6月 同社船舶事業部次長[2]
- 1993年（平成5年）3月 同社流通事業本部外食事業部次長[2]
- 1995年（平成7年）3月 同社流通事業本部外食事業部長[2]
- 1996年（平成8年）4月 JR九州フードサービス株式会社社長（初代。外食事業部の分社化に伴う）[2]
- 1997年（平成9年）6月 九州旅客鉄道株式会社総合企画本部経営企画部長[2]
- 2000年（平成12年）6月 九州フードサービス株式会社社長（再任。3代目）[2]
- 2003年（平成15年）6月 九州旅客鉄道株式会社取締役鉄道事業本部副本部長・同サービス部長・営業部長（2005年6月からは旅行事業本部長も兼務）[2]
- 2006年（平成18年）6月 同社常務取締役総合企画本部副本部長・同経営企画部長[2]
- 2008年（平成20年）6月 同社常務取締役総合企画本部長[2]
- 2009年（平成21年）6月 同社代表取締役社長[2]
- 2014年（平成26年）6月 同社代表取締役会長[2]
- 2022年 (令和4年) 4月 同社取締役相談役

## テレビ出演
- 日経スペシャル カンブリア宮殿 観光列車王国！JR九州 逆境をバネに挑む 新たな鉄客商売（2018年3月1日、テレビ東京）[12]

## 書籍

### 著書
- 『JR九州・唐池恒二のお客さまをわくわくさせる発想術 世界から集客!』（2011年2月28日、ぱる出版）ISBN 9784827206142
- 『やる！ 唐池恒二の夢みる力が「気」をつくる』（2014年10月16日、かんき出版）ISBN 9784761270339
- 『鉄客商売（てっかくしょうばい）〜ＪＲ九州大躍進の極意』（2016年5月25日、PHP研究所）ISBN 9784569829197
- 『本気になって何が悪い 新鉄客商売』（2017年9月7日、PHP研究所）ISBN 9784569838588
- 『感動経営 世界一の豪華列車「ななつ星」トップが明かす49の心得』（2018年9月13日、ダイヤモンド社）ISBN 9784478105191
- 『逃げない。 リーダーに伝えたい70の講義』（2020年11月27日、PHP研究所）ISBN 9784569848068

### 共著
- 『実践！仕事論 現場で成功した二人がはじめて語る「地方・人・幸福」』（共著:小山薫堂）（2015年4月1日、講談社）ISBN 9784062193726